# Jason Sudeikis
Daniel Jason Sudeikis, född 18 september 1975 i Fairfax, Virginia, är en amerikansk skådespelare, komiker, manusförfattare och producent.

## Karriär
Sudeikis är främst känd för sin medverkan i det amerikanska humorprogrammet Saturday Night Live där han deltog som skådespelare mellan 2005 och 2013. Från 2003 och framåt skrev han i perioder även manus för programmet. Han har även medverkat i TV-serier som 30 Rock, The Cleveland Show och Eastbound and Down. Sudeikis har även spelat i ett flertal långfilmer, exempelvis Horrible Bosses (2011) och What Happens in Vegas (2008). 
Sedan 2020 spelar Sudeikis titelrollen i dramakomedin Ted Lasso, en serie som han även utvecklat och skrivit manus för. Han har mottagit mycket god kritik för rollen och åren 2021 och 2022 tilldelades han Golden Globe Awards i kategorin Bästa manliga huvudroll i en komedi, för sin roll som Ted Lasso.

## Privatliv
Sudeikis föddes i Virginia men växte upp i Overland Park i Kansas. Numera bor han i New York. 2004–2011 var han gift med producenten och manusförfattaren Kay Cannon. Mellan 2011 och 2020 hade han en relation med skådespelaren Olivia Wilde. De var förlovade från 2013. Paret har två barn tillsammans: födda 2014 respektive 2016.

## Filmografi i urval
- 2005–2013 – Saturday Night Live (TV-serie)
- 2007–2010 – 30 Rock (TV-serie)
- 2007 – Hårda bud
- 2007 – Watching the Detectives
- 2007 – Bill
- 2008 – Semi-Pro
- 2008 – What Happens in Vegas
- 2008 – The Rocker
- 2009–2012 – The Cleveland Show (TV-serie)
- 2010 – The Bounty Hunter
- 2010 – Going the Distance
- 2011 – Hall Pass
- 2011 – Horrible Bosses
- 2011 – A Good Old Fashioned Orgy
- 2012 – Eastbound and Down (TV-serie)
- 2012 – Rivalerna
- 2013 – Movie 43
- 2013 – Drinking Buddies
- 2013 – Familjetrippen
- 2014 – Horrible Bosses 2
- 2016 – The Angry Birds Movie (röst)
- 2016 – Race
- 2017 – Downsizing
- 2018 – Driven
- 2020–2023 – Ted Lasso (TV-serie)